# 2011年大連反p-キシレンデモ
2011年大連反p-キシレンデモ（2011ねんだいれんはんp-キシレンデモ）とは、2011年8月14日に中華人民共和国・大連市の人民広場で行われた、建設中の大連福佳大化石油化工によるp-キシレン（パラキシレン、PX）化学工場に反対するデモ活動である。中国語表記では『8·14大連PX事件』。

## 背景
同年8月8日、台風ムイファーが大連市を襲い、工場の保護堤防の1つが破壊された。これにより、将来、暴風雨などの自然現象により工場の貯蔵タンクが破壊されたときに、非常に有毒な化学物質が町に流出する危険性が想起された。市と福佳の合弁会社である工場は2007年に営業を開始した。
台風の前の8月上旬、中国中央電視台(CCTV)の撮影班が工場を取材したが、工場内への入場を拒否され、工場労働者から暴行を受けた。取材を宣伝する予告編がCCTVで放送されたが、この放送は放送局によって取り下げられ、ブログやTwitterで工場が権威のある人物による査察から保護されているという憶測が生まれた。

## 2011年8月14日
大連の住民は、新浪微博・Twitter、ブログ・インターネットフォーラムを通じて、人民広場で「散歩」（中国で「抗議」の検閲を逃れるための婉曲表現として使用される）をすることを呼びかけた。8月14日、何万人もの人々が人民広場に集まって抗議し、工場を直ちに閉鎖して移転し、工場の調査を公表するよう要求した。
ロイターは、中国当局が新浪微博で「PX」、「大連」、「大連の抗議」という用語の検索をブロックしたと報じた。

## 和解
8月14日の午後、大連市政府は工場を市外に移転することに同意したが、工場の移転先と移転の日付は発表されなかった。後に、提案された工場の移転先は、西中島の工業団地であると発表された。
2011年12月上旬、オンラインでリークされた文書によれば、工場が安全検査に合格し、すぐに生産が再開されることが示唆された。その後まもなく、地元住民は工場の煙突から煙が噴出し、労働者が工場に到着したと報告した。市当局は、工場が稼働しているか確認することを拒否し、西中島への計画的な移転は進めるが、時間がかかると述べた。